# Badland Hunters
Badland Hunters (koreanska: Hwang-ya) är en sydkoreansk dystopisk actionfilm från 2024. Filmen är regisserad av Heo Myeong Haeng, efter ett manus skrivet av Kim Bo-Tong och Kwak Jae-Min. Filmen hade premiär på strömningstjänsten Netflix den 26 januari 2024.

## Handling
En jordbävning förvandlar Seoul till en laglös vildmark varpå en jägare ger sig ut för att rädda en tonåring från en galen vetenskapsman.

## Rollista (i urval)
- Ma Dong-seok – Nam-san
- Lee Hee-joon – Yang Gi-su
- Lee Jun-young – Choi ji-wan
- Roh Jeong-eui – Suna